# Siphoneugena delicata
Siphoneugena delicata är en myrtenväxtart som beskrevs av Marcos Sobral och Carolyn Elinore Barnes Proença. Siphoneugena delicata ingår i släktet Siphoneugena och familjen myrtenväxter. Inga underarter finns listade i Catalogue of Life.